# Cultura di Milograd

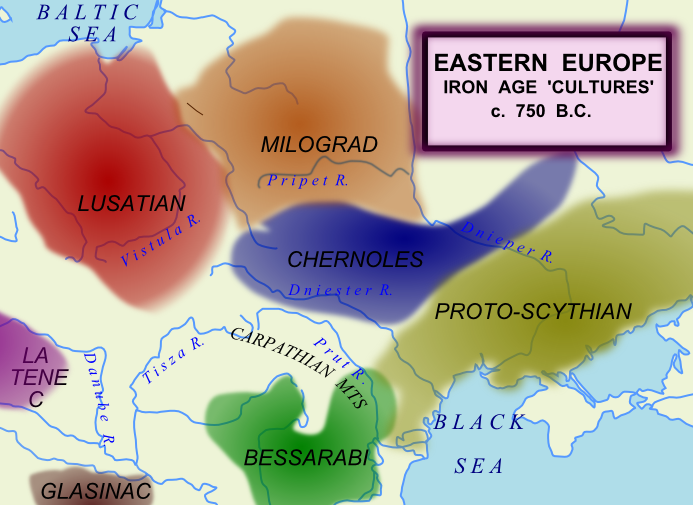
Culture archeologiche dell'Europa orientale durante l'VIII secolo a.C. La cultura di Milograd è evidenziata in arancio

La cultura di Milograd è una cultura archeologica dell'età del ferro. Si sviluppò in un'area oggi compresa fra la Bielorussia meridionale e l'Ucraina settentrionale fra il VII secolo a.C. e il I secolo d.C. . L'identità etnica dei portatori di questa cultura è incerta, forse slava o balto-slava. Prende il nome dalla città di Milograd, nel Voblasc' di Homel' in Bielorussia.
Gli insediamenti erano fortificati e composti da poche abitazioni. L'economia si basava sull'agricoltura e l'allevamento e sulla metallurgia. La pratica funeraria prevedeva inizialmente l'inumazione ma venne via via soppiantata dalla cremazione.